# Mechanitis angustifascia
Mechanitis angustifascia är en fjärilsart som beskrevs av Talbot 1929. Mechanitis angustifascia ingår i släktet Mechanitis och familjen praktfjärilar. Inga underarter finns listade i Catalogue of Life.